# Michael Klein (piłkarz)
Michael Klein (ur. 10 października 1959 w Sybinie, zm. 2 lutego 1993 w Krefeld) – rumuński piłkarz grający na pozycji lewego obrońcy.

## Kariera klubowa
Przygodę z piłką nożną Klein rozpoczął w klubie Corvinul Hunedoara. Do 1977 roku występował w drużynach młodzieżowych, a 24 sierpnia tamtego roku zadebiutował w pierwszej lidze w zremisowanym 2:2 meczu z FC Argeș Pitești. Rozegrał jednak tylko dwa spotkania w sezonie i latem 1978 został wypożyczony do drugoligowego Aurulu Brad, w którym spędził pół roku. Następnie wrócił do Corvinulu, jednak spadł z nim do drugiej ligi i przez kolejny rok grał na drugim froncie. W 1980 klub Kleina wrócił do ekstraklasy, a w 1982 roku zajął wysokie 3. miejsce w lidze. W kolejnych sezonach zajmował jednak miejsca w środku tabeli, a na początku 1989 roku Klein odszedł do silniejszego Dinama Bukareszt. Już w swoim pierwszym sezonie w tym klubie został wicemistrzem Rumunii, a w 1990 roku wywalczył swój pierwszy i zarazem jedyny w karierze tytuł mistrza Rumunii.
Latem 1990 Klein wyjechał do Niemiec. Został piłkarzem Bayeru Uerdingen. W Bundeslidze zadebiutował 14 września w przegranym 0:2 meczu z Karlsruher SC. W Uerdingen był podstawowym zawodnikiem, jednak na koniec sezonu 1990/1991 spadł do drugiej ligi. Jednak już w sezonie 1992/1993 znów grał w 1. Bundeslidze. 12 grudnia 1992 wystąpił, jak się później okazało ostatni raz (porażka 0:5 z 1. FC Köln). 2 lutego 1993 zmarł na treningu z powodu zawału serca.
| Sezon   | Klub                | Kraj    | Rozgrywki     | Mecze | Bramki |
| ------- | ------------------- | ------- | ------------- | ----- | ------ |
| 1977/78 | Corvinul Hunedoara  | Rumunia | Divizia A     | 2     | 0      |
| 1978/79 | Aurul Brad          | Rumunia | Divizia B     | ?     | ?      |
| 1978/79 | Corvinul Hunedoara  | Rumunia | Divizia A     | 16    | 2      |
| 1979/80 | Corvinul Hunedoara  | Rumunia | Divizia B     | 31    | 3      |
| 1980/81 | Corvinul Hunedoara  | Rumunia | Divizia A     | 32    | 5      |
| 1982/83 | Corvinul Hunedoara  | Rumunia | Divizia A     | 32    | 3      |
| 1983/84 | Corvinul Hunedoara  | Rumunia | Divizia A     | 28    | 2      |
| 1984/85 | Corvinul Hunedoara  | Rumunia | Divizia A     | 31    | 4      |
| 1985/86 | Corvinul Hunedoara  | Rumunia | Divizia A     | 32    | 4      |
| 1986/87 | Corvinul Hunedoara  | Rumunia | Divizia A     | 32    | 4      |
| 1987/88 | Corvinul Hunedoara  | Rumunia | Divizia A     | 32    | 2      |
| 1988/89 | Corvinul Hunedoara  | Rumunia | Divizia A     | 16    | 3      |
| 1988/89 | FC Dinamo Bukareszt | Rumunia | Divizia A     | 15    | 0      |
| 1989/90 | FC Dinamo Bukareszt | Rumunia | Divizia A     | 23    | 2      |
| 1990/91 | FC Dinamo Bukareszt | Rumunia | Divizia A     | 2     | 0      |
| 1990/91 | Bayer Uerdingen     | Niemcy  | Bundesliga    | 26    | 0      |
| 1991/92 | Bayer Uerdingen     | Niemcy  | 2. Bundesliga | 25    | 0      |
| 1992/93 | Bayer Uerdingen     | Niemcy  | Bundesliga    | 11    | 0      |

## Kariera reprezentacyjna
W reprezentacji Rumunii Klein zadebiutował 9 września 1981 roku w przegranym 1:2 towarzyskim meczu z Bułgarią. W 1984 roku został powołany przez Mirceę Lucescu do kadry na Mistrzostwa Europy 1984. Na nich zagrał we wszystkich trzech meczach Rumunów: z Hiszpanią (1:1), z RFN (1:2) i z Portugalią (0:1). W 1990 roku był w kadrze Rumunii na Mistrzostwach Świata we Włoszech, gdzie też był podstawowym zawodnikiem. Zagrał we wszystkich spotkaniach: grupowych z ZSRR (2:0), Kamerunem (1:2) i Argentyną (1:1), a także w 1/8 finału z Irlandią (0:0, karne 4:5). Karierę reprezentacyjną zakończył w 1991 roku, a w drużynie narodowej wystąpił 90 razy i zdobył 5 goli.